# Nila (ostrov)
Nila je v současnosti nečinná sopka a zároveň menší ostrov v Indonésii, nacházející se jižní části Bandského moře. Ostrov, s rozměry 5 × 6 km, představuje horní část andezitového vulkánu, jehož zbytek je ukrytý pod mořskou hladinou. Vrchol hory vysoké 781 m je ukončený kalderou. Ve 20. století se zaznamenaly čtyři středně silné freatické erupce. Nejsilnější nastala 13. března 1932, kdy spad sopečného popela donutil obyvatele opustit osadu Rumadai. K poslední došlo v červnu 1968.